# Parc de Bagatelle
Pour les articles homonymes, voir Parc de Bagatelle (homonymie).

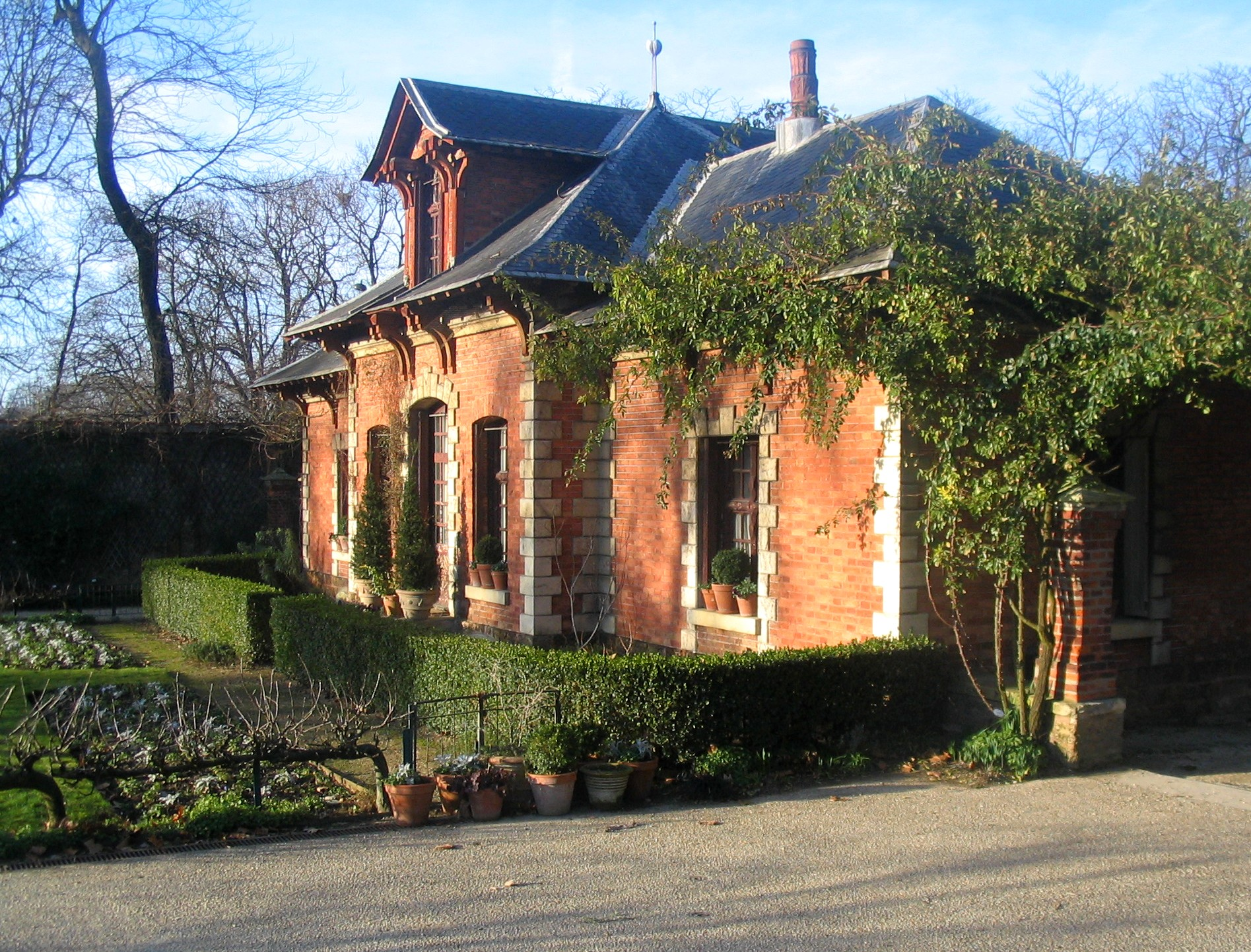
La maison du jardinier de Bagatelle et son potager.

Le parc de Bagatelle est un parc situé dans le 16e arrondissement de Paris (France), en bordure de la pelouse (dite aussi « plaine de jeux ») de Bagatelle, dans le bois de Boulogne. Proche de la limite sud de la commune de Neuilly-sur-Seine, il est l'un des quatre pôles du Jardin botanique de la ville de Paris avec le jardin des serres d'Auteuil situé au sud-est du bois, ainsi que le parc floral de Paris et l'arboretum de l'école du Breuil, eux dans le bois de Vincennes.

## Historique
Le parc et le château de Bagatelle, également dénommé la « Folie d'Artois », ont été construits en soixante-quatre jours seulement, à la suite d'un pari entre Marie-Antoinette et le comte d'Artois, acquéreur du domaine en 1775.

Le château de Bagatelle
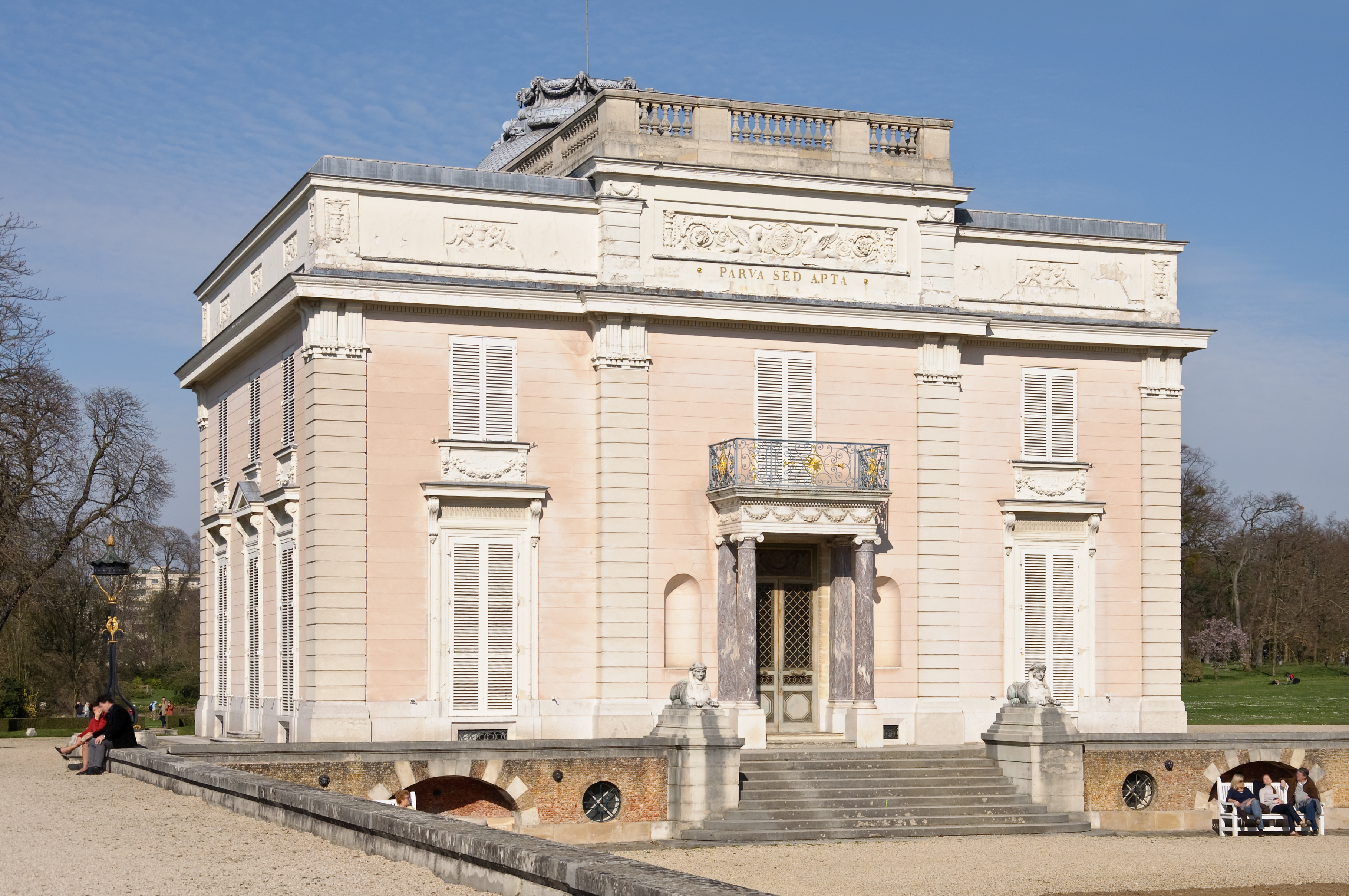
L'entrée du château de Bagatelle donnant sur la cour d'honneur.
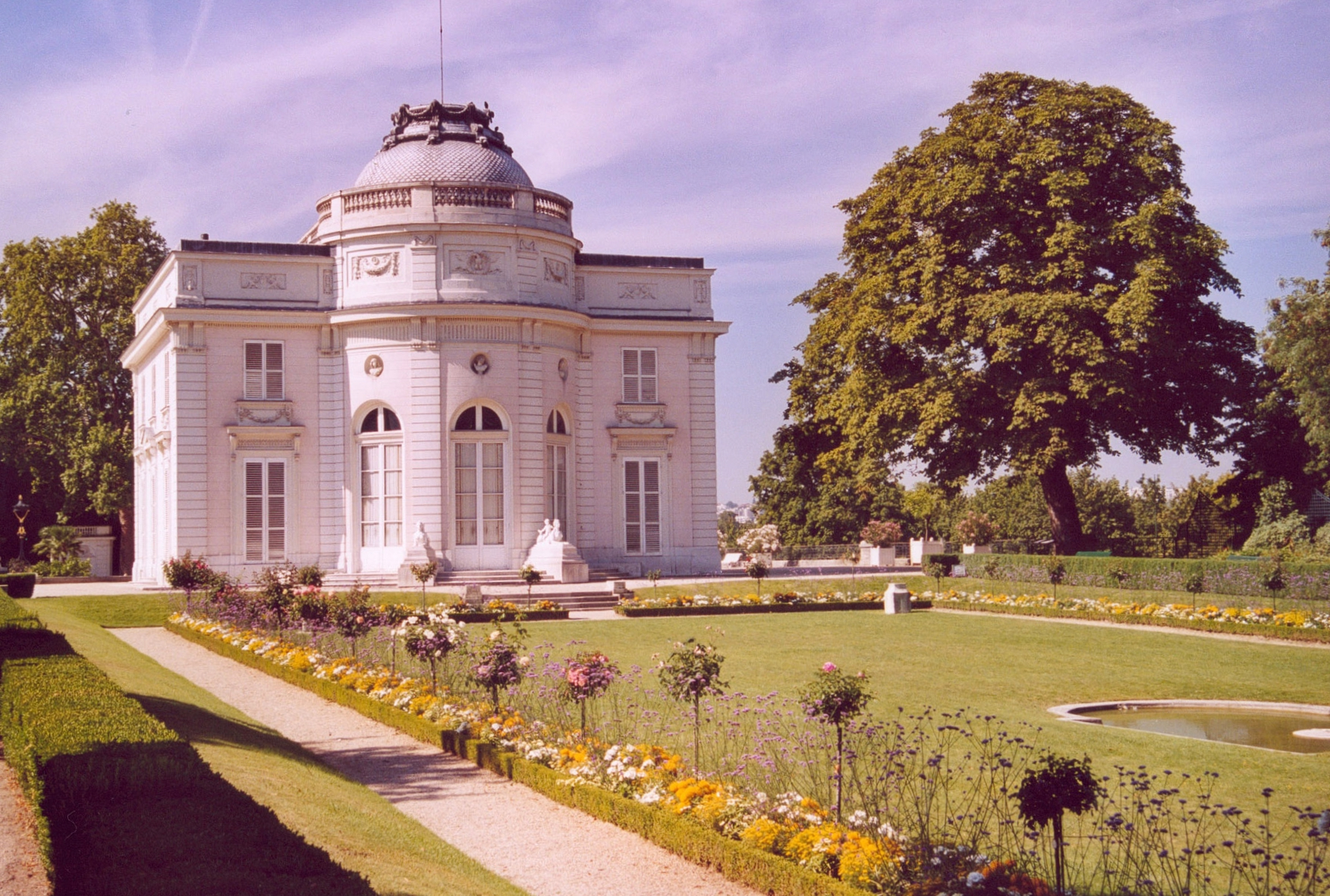
Le château vu du parc.

Les plans du site ont été dessinés en une seule nuit par l'architecte Bélanger ; plus de neuf cents ouvriers ont travaillé à cette réalisation.
François-Joseph Bélanger a conçu le parc et Thomas Blaikie a assuré sa réalisation dans un style anglo-chinois, très en vogue à l'époque. Cette mode est liée à l'arrivée en Europe d'images de pagodes en provenance de Chine mais reflète également une réaction face au rigorisme des jardins à la française.
«  Bélanger mit à l’intérieur des marbres, des glaces, des bains, des jets d’eau rafraîchissants, des meubles clairs et gais ; puis, autour, un jardin semi-anglais, semi-français ; et, dans le parc, tout l’assortiment rococo, sentimental du XVIIIe siècle : temple de la philosophie, pavillon hindou, ermitage, etc., etc. ; beautés de la nature truquées : grottes, cascades, roches, lacs, ponts en bois, tout un Rousseau de clinquant, une fausse nature, en somme, contrastant, jurant avec l’ample paysage formé par le fleuve paisible - alors - qui bordait le parc à l’ouest, par le Mont-Valérien, par les belles collines de Saint-Cloud, de Meudon. Mais on était près de Paris, pas loin de Versailles, bien plus artificiel encore. Et le fleuve si lent, et le Bois si calme, et les collines, et le parc, et Bagatelle pouvaient passer pour un lieu champêtre, pour une véritable Arcadie. »
— Adolphe-Louis Leroy
Après avoir failli disparaître sous la Révolution française, le parc a été doté de l'orangerie, de la grille d'honneur et des écuries en 1835, puis des pavillons des gardes, du Trianon et des deux terrasses en 1870.
Sir Richard Wallace (1818-1890) rachète le domaine, le fait agrandir de 10 ha, alors que le parc est redessiné par Louis-Sulpice Varé. L'héritier de sa veuve, née Julie Castelnau, morte à Londres en 1897, vendit le domaine à la ville de Paris en 1905. Le parc est alors réhabilité par le conservateur du bois de Boulogne, Jean Claude Nicolas Forestier.
Le 15 mars 1907, Charles Voisin y accomplit le premier vol mécanique sur un aéroplane muni d’un moteur à explosion (un V8 « Antoinette »).
Depuis 1907, la roseraie du parc, qui comporte quelque dix mille rosiers représentant mille deux cents cultivars différents, accueille un concours international.
De nos jours, le parc fait 25 ha.

## Galerie

Plan du parc de Bagatelle.

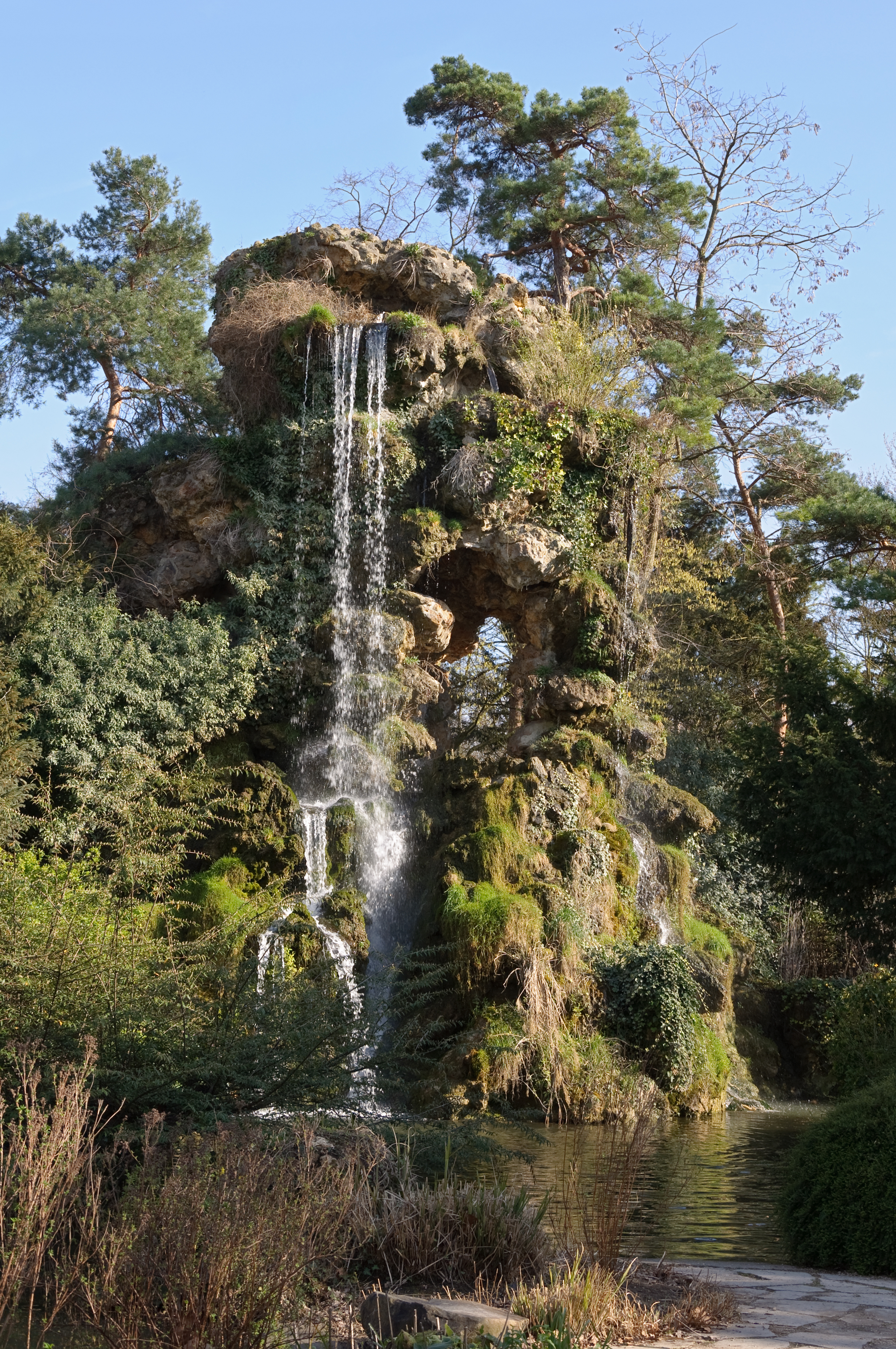
La cascade.
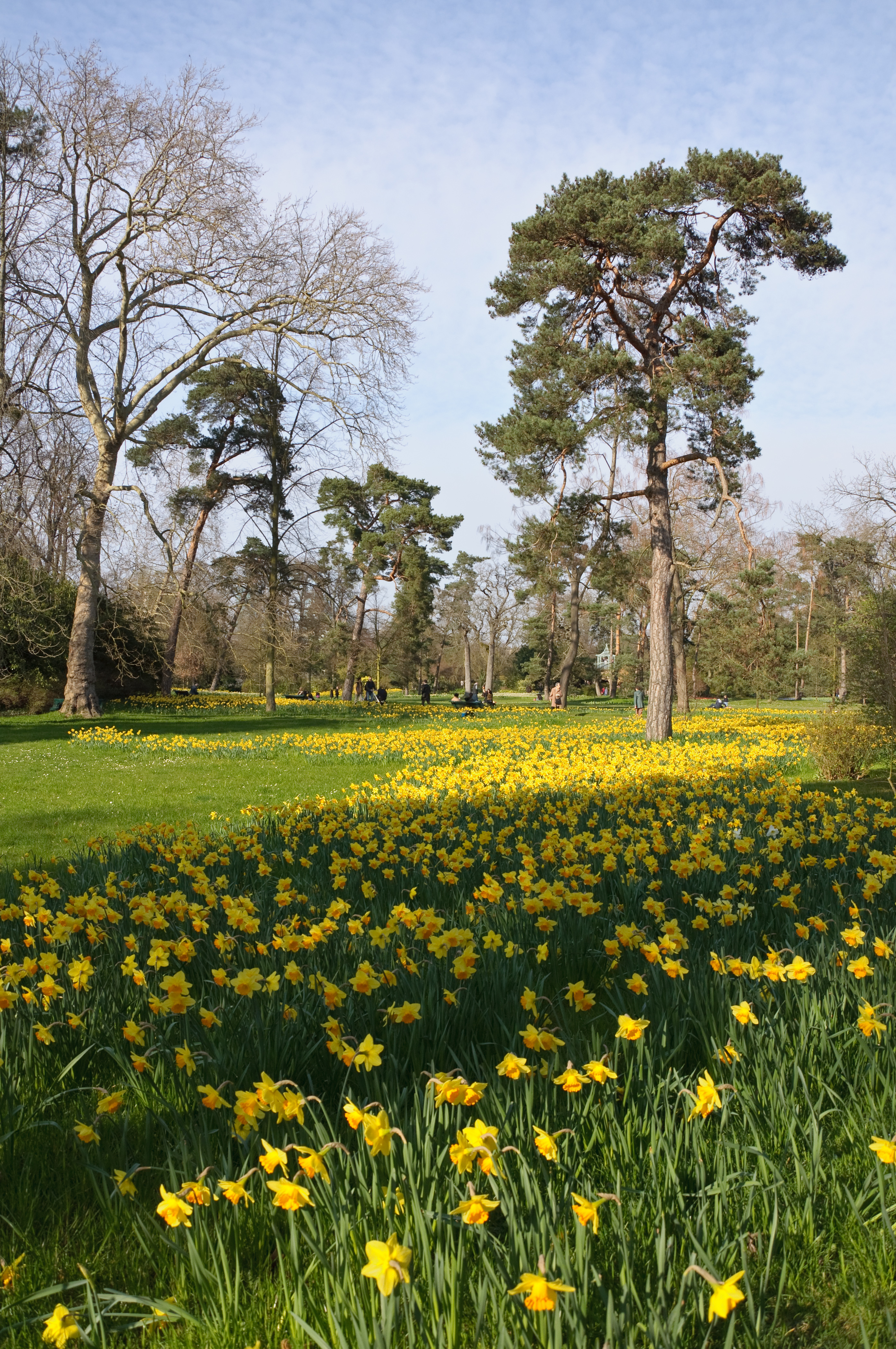
Narcisses au printemps.
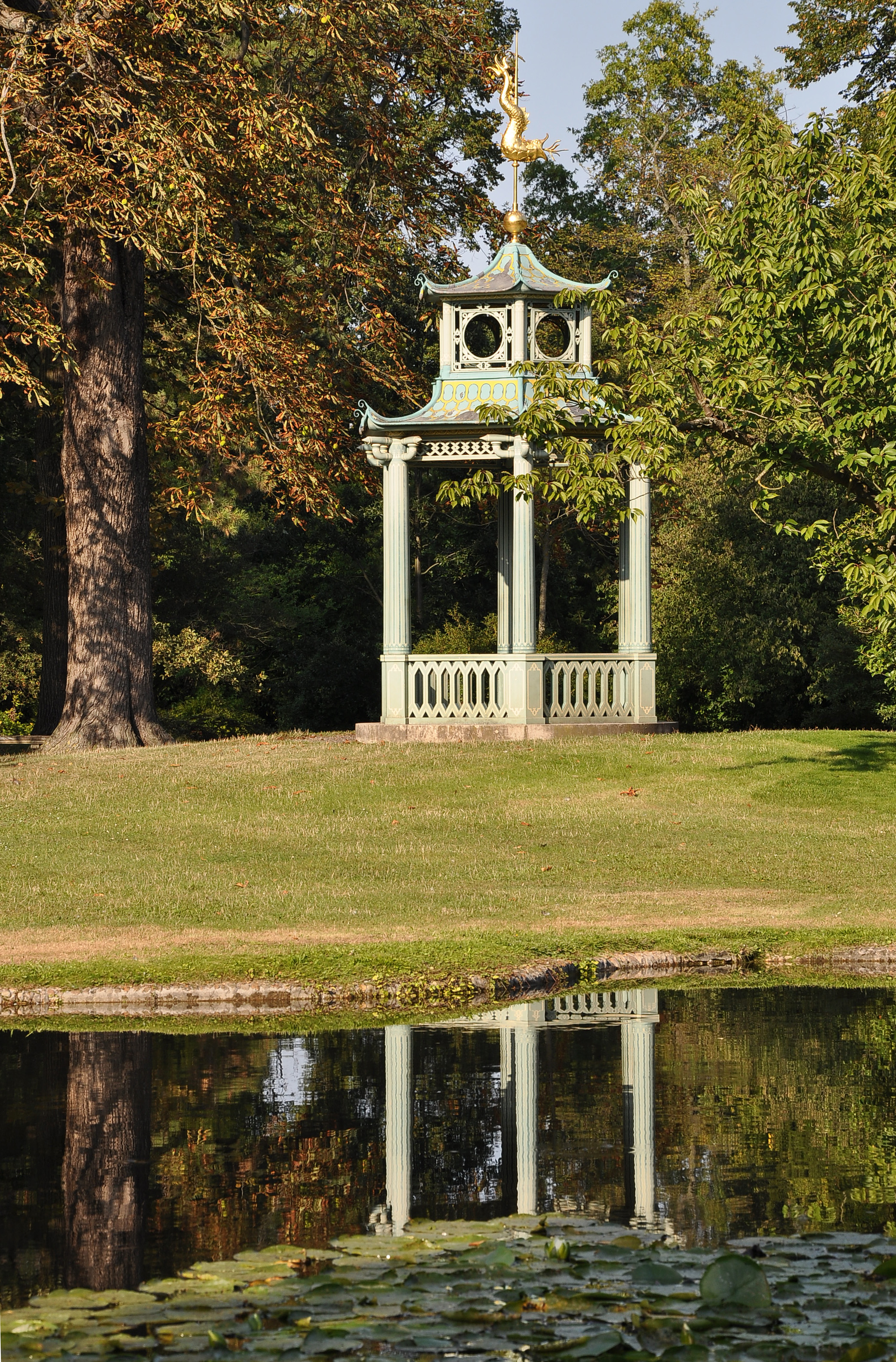
La pagode et le « miroir japonais », une petite pièce d'eau.
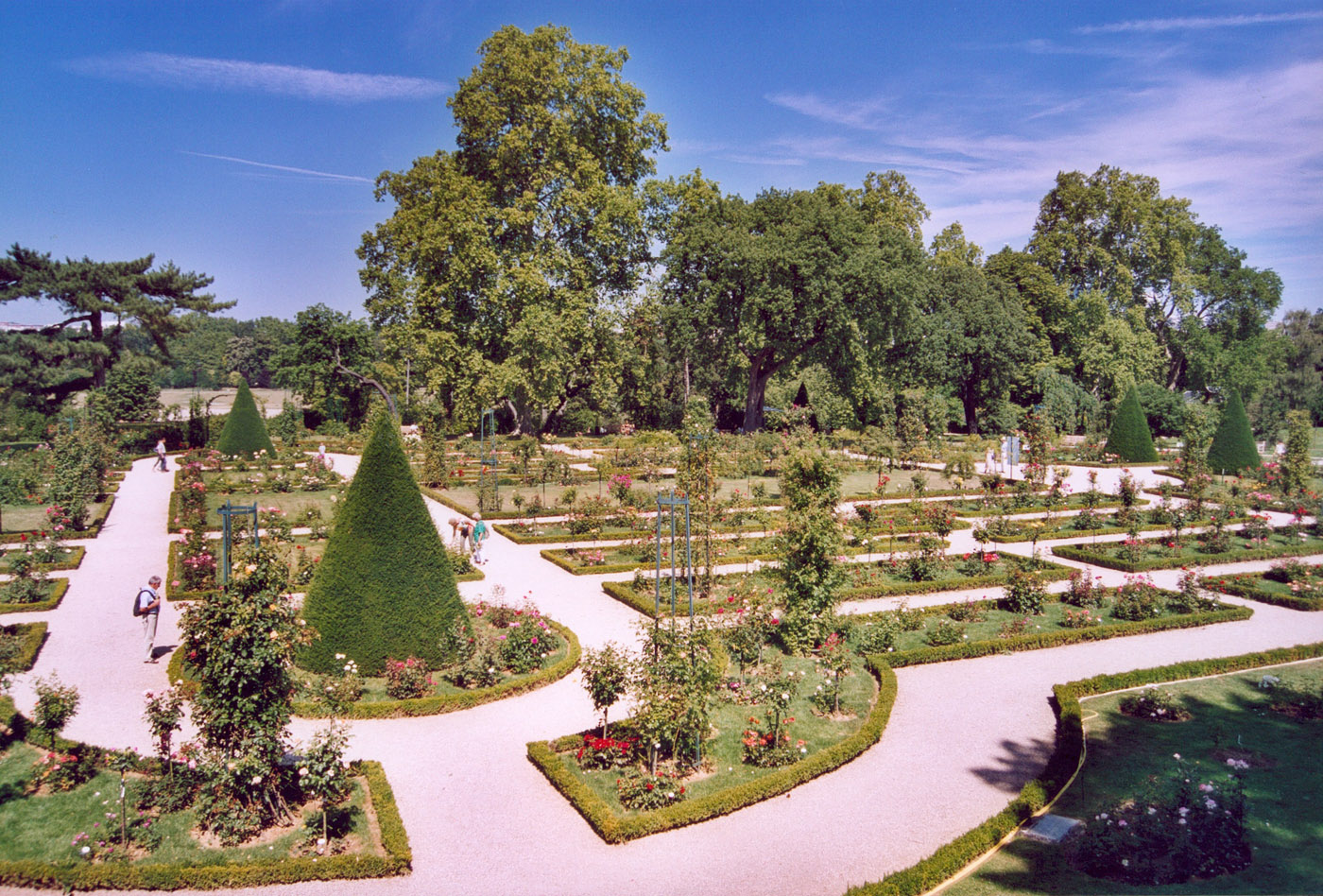
La roseraie, qui comporte quelque dix mille rosiers, la plus grande collection dans un parc en plein air d'Europe continentale.

## Expositions thématiques
Des expositions sont régulièrement organisées dans le parc de Bagatelle. En 2004, le thème était Les cabanes. En 2013, le titre de l'exposition-promenade est Paris Paysages.

## Représentations dans les arts

### Dans la littérature
Dans Le Figaro du 1er août 1932, l'écrivain Henry de Montherlant publie un texte littéraire narrant une virée dans le parc, écrivant notamment : « Bagatelle. Ces longues heures dans un jardin, c'est peut-être ce que nous aurons eu de meilleur dans la vie ».

### À la télévision
Dans la seconde saison de la série Paris Police 1900 (Paris Police 1905), le pavillon de Bagatelle, à l'abandon, est présenté comme un lieu de rencontre clandestin pour les homosexuels parisiens.